# Атеље
Атеље (француски Atelier - гомила иверица) је радионица уметника где уметник често и станује. Атеље је сменио радионице у позном средњем веку. Као средство самопредстављања уметника опрема атељеа добија на значају крајем 19. века (на пример атељеи сликара Ф. фон Ленбаха и Ф. фон Штука). Штафелај је најкарактеристичнији део опреме атељеа. Ради оптималне светлости атељеи се често налазе у поткровљу.